# 686
686 (DCLXXXVI) var ett normalår som började en måndag i den julianska kalendern.

## Händelser

### Oktober
- 21 oktober – Sedan Johannes V har avlidit den 2 augusti väljs Konon till påve.

## Födda
- 23 augusti – Karl Martell, merovingernas major domus.

## Avlidna
- 2 augusti – Johannes V, påve sedan 685.